# Richard Graf von Schwerin
Richard Hugo Ernst Graf von Schwerin (* 24. Mai 1892 in Peitschendorfswerder, Kreis Sensburg; † 23. Juli 1951 in Dobrock, Land Hadeln) war ein deutscher Offizier, zuletzt Generalleutnant im Zweiten Weltkrieg.

## Leben
Richard von Schwerin entstammt dem 2. Zweig Dargibel des alten Adelsgeschlecht derer von Schwerin. Er war ein Sohn des Landrats des Kreises Sensberg Georg Wilhelm Eberhard von Schwerin (1856–1923), Herr auf Peitschendorfswerder, und seiner Frau Maragete, geb. von Pahl (* 1861). Sein Großvater, der Kreisdeputierte und Rittergutsbesitzer Otto Wilhelm Karl Engelhard von Schwerin (1825–1892) war vor dem Vater von 1868 bis 1892 Landrat von Sensburg.
Schwerin war erst Kadett und trat am 18. Oktober 1913 als Fahnenjunker in die Armee ein und nahm am Ersten Weltkrieg teil. Am 1. August 1914 wurde er im Grenadier-Regiment 2 zum Leutnant (Patent 1. Februar 1913) befördert. Bis Mai 1918 avancierte er zum Oberleutnant und erhielt für sein Wirken neben beiden Klassen des Eisernen Kreuzes das Verwundetenabzeichen in Schwarz.
Nach Kriegsende erfolgte seine Übernahme in die Reichswehr. Hier wurde er dem 9. (Preußisches) Infanterie-Regiment zugeteilt. 1923 war er in der 11. Kompanie eingesetzt und stieg am 1. Dezember 1926 zum Hauptmann auf. 1930 war er als Hauptmann Kommandeur der 7. Kompanie des 5. (Preußischen) Infanterie-Regiments.
Schwerin wurde in die Wehrmacht übernommen und war ab Anfang Oktober 1936 Kommandeur des I. Bataillons des erneut aufgestellten Infanterie-Regiments 87 (Mainz) der 36. Infanterie-Division. Mit Beginn des Zweiten Weltkrieges wurde Schwerin als Oberstleutnant (seit 1. März 1937) zum Kommandeur des Infanterie-Regiments 212 bei der 79. Infanterie-Division ernannt. Mit dieser Division nahm er am Westfeldzug teil. Am 1. März 1940 wurde er zum Oberst befördert.
Am 14. Januar 1942 erhielt er den Oberbefehl über die 79. Infanterie-Division. Hier wurde er Anfang Juni 1942 Generalmajor. Die 79. Infanterie-Division konnte nach Kämpfen bei Kiew erst Ende Oktober 1942 in die Schlacht um Stalingrad ein und erhielt den Auftrag zusammen mit der 100. Jäger-Division das Stahlwerk „Roter Oktober“ einzunehmen. Am 23. Oktober 1942 startete die Division den Angriff auf das metallurgische Werk. Bis auf die Martinsofenhalle (Halle 4) wurde ein Großteil der Stahlgießerei in zahlreichen Stoßtrupp-Operationen eingenommen. Nachdem am 1. November 1942 der deutsche Angriff durch russisches Artilleriefeuer vereitelt wurde, wurde das Unternehmen Hubertus als gezielte Aktion von Pioniere geplant. Im Rahmen dieser Unternehmung erhielt Hauptmann Helmut Welz vom Pionier-Bataillon 179 der 79. Infanterie-Division den Befehl am 10. November 1942 die Martinsofenhalle zu erobern. Welz widersetzte sich zunächst diesem Befehl, da das Bataillon seiner Einschätzung nach in den vorangegangenen Kämpfen bereits zu große Verluste erlitten hatte. Ein erfolgreicher Angriff auf die Halle schien ihm daher nicht durchführbar, was von Schwerin jedoch nicht interessierte:

„Ich brauche ihre Ratschläge nicht und verbitte mir diese Belehrungen. Wenn Sie es anders besser verstehen: Divisionsbefehl, Sie greifen am 10. November Halle Vier an und stoßen bis zur Wolga durch, verstanden?“

Helmut Welz vermutete hinter dem selbstmörderischen Unterfangen in Halle 4 die Bemühung Schwerins, sich auf Kosten des Lebens seiner Soldaten das Ritterkreuz des Eisernen Kreuzes, er hatte quasi als Vorstufe bereits das Deutsche Kreuz in Gold erhalten, zu verdienen. Tschuikow merkte später hierzu an, dass der Divisionsbefehlshaber aus einer 10 km entfernten Stellung die Durchführbarkeit eines solchen Unternehmens hätte gar nicht beurteilen können. Als Ergebnis dieses Unternehmens wurde ein Großteil der deutschen Pioniere und der ausländischen, kroatischen Einheiten getötet und letztendlich konnte kein Geländegewinn verzeichnet werden. Ende des Jahres 1942 wurde Schwerin zum Generalleutnant befördert. Im Januar 1943 war die Division so stark dezimiert worden, dass sie mit anderen Teilen zu einer Kampfgruppe zusammengefasst wurde. Im gleichen Monat war der Divisionsstab mit Schwerin aus dem Kessel geflogen worden, sodass in der Folge eine Neuaufstellung der Division erfolgte. Der zum Major beförderte Helmut Welz ging dahingegen mit den restlichen eingeschlossenen Soldaten in russische Gefangenschaft.
Bis zum Beginn der Neuaufstellung Ende März 1943 hatte Schwerin zusammengewürfelte Einheiten im Raum Nowotscherkassk geführt. Ab 25. März 1943 wurde die Division bei Stalino aus Ersatztruppen, Urlaubern und vom Lazarett Genesenen neu aufgestellt. Im Mai 1943 war sie an den schweren Abwehrkämpfen in der Kuban-Region beteiligt. Zum 5. Juni 1943 gab er das Kommando über die 79. Infanterie-Division ab und wurde in die Führerreserve versetzt.
Vom 1. Oktober 1943 bis 25. September 1944 war er Kommandeur der 189. Reserve-Division an der Westfront. Nachdem er erneut in die Führerreserve versetzt worden war, bekam er ab 24. November 1944 das Kommando über die neu aufgestellte 172. Reserve-Division, welche am Westwall bei Zweibrücken eingesetzt wurde. Aus dem Divisionsstab der 172. Reserve-Division ging Ende März 1945 die Division z. b. V. 671 hervor, welche Schwerin ab 1. Februar 1945 bis Kriegsende kommandierte und welche in den Niederlanden als Kommando Küstenverteidigungsabschnitt Friesland eingesetzt war.